# 善福寺川緑地
善福寺川緑地（ぜんぷくじかわりょくち）は、東京都杉並区にある都立公園である。善福寺川に沿う形で広がっている。

## 概要

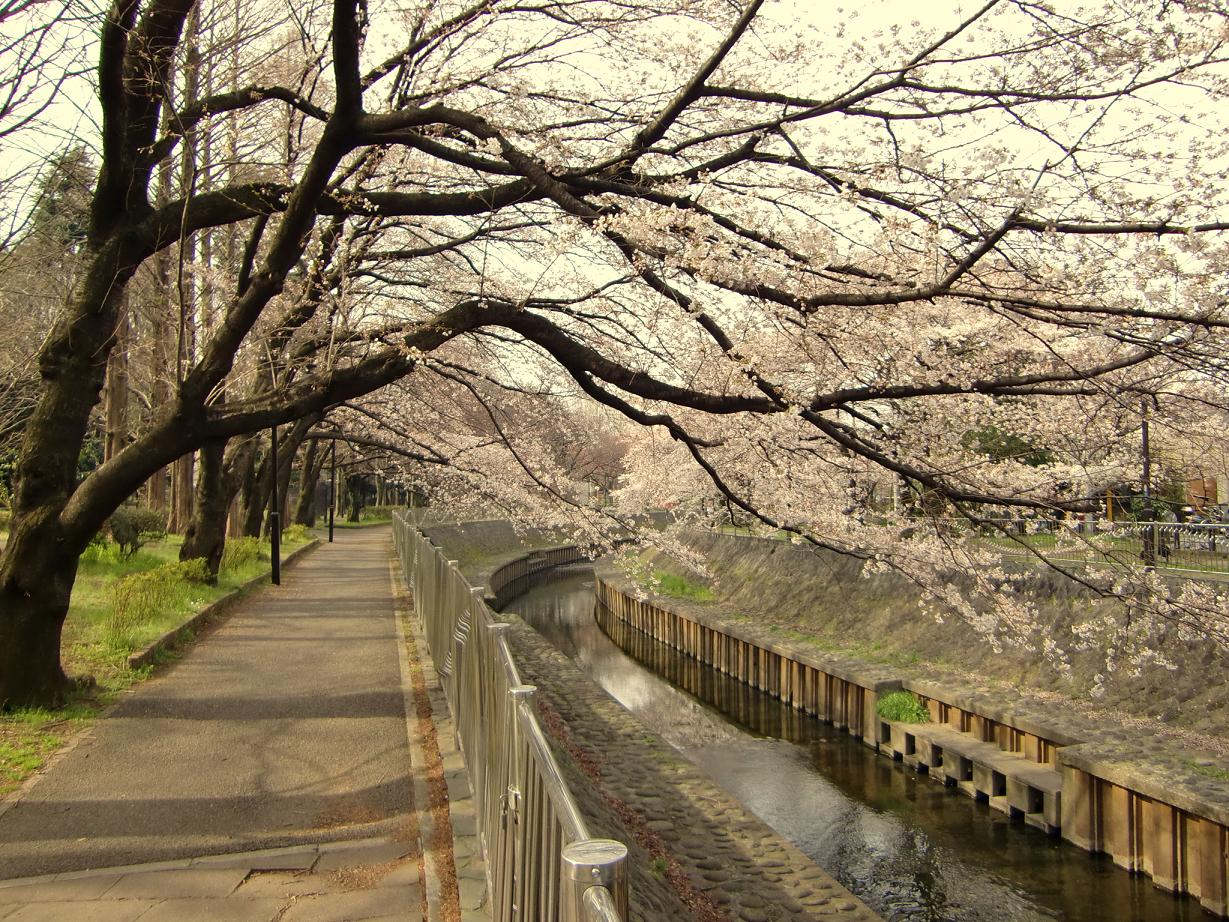
西田橋近くの桜並木

成田一帯は古くから水はけが悪く、蛇行しながら流れる善福寺川周辺には自然溜池ができるなど水害の多い地域であった。
戦後は宅地化が進み、河川を改修し周囲は都立公園として整備された。下流に隣接する和田堀公園は溜池を中心として造成されたのに対し、善福寺川緑地は植物を中心に造成された公園である。
荻窪一丁目の神通橋から五日市街道の尾崎橋までの約1.5キロの間に約400本の桜並木が続き、都内有数の花見の名所として知られ、近隣住民の憩いの場として、また遠方から植物や野鳥を観測する来訪者も多い。
公園内全域が東京都の広域避難場所に指定されている。

## 歴史
- 1964年（昭和39年）8月1日 - 公園として整備され、開園

## 主な施設
- 子ども向けの広場（ヒコーキ広場など）
- 野球広場
- テニスコート

## 水害対策施設
- 善福寺川調節池 （2017年度完成）

なかよし広場地下3.0メートルに直径60メートル、深さ27メートルの人工池をつくり、善福寺川の氾濫時に一時的に洪水の原因となる川の水を蓄えるもの。
およそ3万5000立方メートルの水を蓄えることができる。

## アクセスなど
- 荻窪駅南口から関東バス、「西田端橋」または「シャレール荻窪入口」下車徒歩4分。「五日市街道営業所」下車徒歩1分。
- 阿佐ケ谷駅南口から「すぎ丸」、「善福寺川緑地」下車徒歩0分。
- 中野駅、吉祥寺駅から関東バス、「善福寺川緑地公園前」下車徒歩0分。
- 京王井の頭線西永福駅浜田山駅下車徒歩15分。
- 東京メトロ丸ノ内線南阿佐ケ谷駅下車徒歩15分。

## 開園時間など
- 常時開園。入園料無料。（但しテニスコートなどの利用は予約制で有料）
- 障害者用トイレは夜間・早朝に利用制限がある。

## 隣接する公園
- 杉並区立杉並児童交通公園
- 都立和田堀公園